# Bae Jong-ok
Bae Jong-ok (배종옥?, Bae Jong-okLR; Seul, 13 maggio 1964) è un'attrice sudcoreana.

## Vita privata
Bae ha sposato un pilota nel 1994, ma hanno divorziato nel 1996. Ha una figlia che studia negli Stati Uniti.
Bae aderisce ad una dieta pescetariana.

## Filmografia

### Cinema
- Chil-su wa Man-su (칠수와 만수?), regia di Park Kwang-soo (1988)
- Naneun nalmada ir-eoseonda (나는 날마다 일어선다?), regia di Kang Woo-suk (1990)
- Jeolm-eun nar-ui chosang (젊은 날의 초상?), regia di Kwak Ji-kyoon (1991)
- Geor-eoseo haneulkkaji (걸어서 하늘까지?), regia di Kwak Ji-kyoon (1992)
- Gip-eun seulpeum (깊은 슬픔?), regia di Kwak Ji-kyoon (1997)
- Ma-ri i-yagi (마리 이야기?), regia di Lee Sung-gang (2001)
- Jiltu-neun na-ui him (질투는 나의 힘?), regia di Park Chan-ok (2002)
- Annyeong, hyeong-a (안녕, 형아?), regia di Im Tae-hyung (2005)
- Love Talk (러브토크?, Reobeu tokeuLR), regia di Lee Yoon-ki (2005)
- Aju teukbyeolhan sonnim (아주 특별한 손님?), regia di Lee Yoon-ki (2006)
- Herb (허브?, Heo-beuLR), regia di Heo In-moo (2006)
- Ogamdo: 33beon namja (오감도: 33번째 남자?), regia di Yoo Young-shik (2009)
- Sesang-eseo gajang areumda-un ibyeol (세상에서 가장 아름다운 이별?), regia di Min Kyu-dong (2011)
- Hwanjeolgi (환절기?), regia di Lee Dong Eun (2016)
- Bandeusi janneunda (반드시 잡는다?), regia di Kim Hong-sun (2017)

### Televisione
- Urideur-ui cheonguk (우리들의 천국?) – serie TV (1990-1992)
- Hotel (호텔?) – serie TV (1995)
- Mog-yoktangjip namjadeul (목욕탕집 남자들?) – serie TV (1995-1996)
- Yongmang-ui bada (욕망의 바다?) – serie TV (1997)
- Saranghanikka (사랑하니까?) – serie TV (1997)
- Jaedong-i 재동이?) – serie TV (1997)
- Geojinmal (거짓말?) – serie TV (1998)
- Binmulcheoreom (빗물처럼?) – serie TV (2000)
- Wang-rung-ui daeji (왕룽의 대지?) – serie TV (2000)
- Babogat-eun sarang (바보같은 사랑?) – serie TV (2000)
- Wonmanheseon geudeur-eul mag-eul su eobtda (웬만해선 그들을 막을 수 없다?) – serie TV (2000)
- Uriga nam-inga-yo (우리가 남인가요?) – serie TV (2001)
- Wigi-ui namja (위기의 남자?) – serie TV (2002)
- Geudae ajikdo kkumkkugo inneunga (그대 아직도 꿈꾸고 있는가?) – serie TV (2003)
- Kkotboda areumda-wo (꽃보다 아름다워?) – serie TV (2004)
- Tteollineun gaseum (떨리는 가슴?) – serie TV (2005)
- Goodbye Solo (굿바이 솔로?) – serie TV (2006)
- Nae namja-ui yeoja (내 남자의 여자?) – serie TV (2007)
- Urireul haengbokhage haneun myeot gaji jinmun (우리를 행복하게 하는 몇 가지 질문?) – serie TV (2007)
- Cheonha-ilsaek Park Jeong-geum (천하일색 박정금?) – serie TV (2008)
- Geudeur-i saneun sesang (그들이 사는 세상?) – serie TV (2008)
- Kim Su-ro (김수로?) – serie TV (2010)
- Hobakkot Sunjeong (호박꽃 순정?) – serie TV (2010-2011)
- Aejeongmanmanse (애정만만세?) – serie TV (2011-2012)
- Geu gyeo-ul, baram-i bunda (그 겨울, 바람이 분다?) – serie TV (2013)
- Wonderful Mama (원더풀 마마?) – serie TV (2013)
- Dallae doen, jangguk: 12nyeonman-ui jaehoe (달래 된, 장국: 12년만의 재회?) – serie TV (2014)
- Spy (스파이?, SeupaiLR) – serie TV (2015)
- Pungseonkkeom (풍선껌?) – serie TV (2015)
- Monster (몬스터?) – serie TV (2016)
- Ireum eomneun yeoja (이름 없는 여자?) – serie TV (2017)
- Live (라이브?, LaibeuLR) – serie TV (2018)

```
U-ahan ga
 (
우아한 가
?
) – serie TV (2019)
```

- Designated Survivor: 60 Days (60일 - 지정생존자?) – serie TV (2019)
- Again My Life (어게인 마이 라이프?) – serie TV, episodio 16 (2022)

### Variety show
- Roommate  – 2ª stagione (룸메이트?) (2014)
- King of Mask Singer (미스터리 음악쇼 복면가왕?) (2016)

## Teatro
- Beautiful Sign (아름다운 사인?, Areumdaun Sa-inLR) (2009)
- The Story of Four Women (네 여자 이야기?) (2009)
- Bakeretta! (바케레타?) (2009) – Hae-joo
- How to Succeed in Business Without Really Trying (나도 출세할 수 있다?) (2010)
- A Streetcar Named Desire (욕망이라는 이름의 전차?) (2010) – Blanche DuBois
- Thursday Romance (그와 그녀의 목요일?) (2012) – Yeon-ok
- Thursday Romance (2014) – Yeon-ok